# Maine 300 1968
Maine 300 1968 var ett stockcarlopp ingående i Nascar Grand National Series (nuvarande Nascar Cup Series) som kördes 9 juli 1968 på den 0,333 mile (535,911 m) långa ovalbanan Oxford Plains Speedway i Oxford i Maine. Totalt avverkades 99,9 miles (160,773 km) fördelat på 300 varv. Banunderlaget var asfalt. Loppet vanns av Richard Petty i en Plymouth på tiden 1:34.10 körande för Petty Enterprises. Pettys snitthastighet uppgick till 63,717 mph. Det var Pettys 83:e vinst av totalt 200 i karriären.
Prispotten uppgick till 6 335 dollar, varav 1 350 dollar gick till segraren.

## Resultat
| Plc     | Nr | Förare         | Team/ bilägare           | Konstruktör | Start | Varv | Ledda varv |
| ------- | -- | -------------- | ------------------------ | ----------- | ----- | ---- | ---------- |
| 1       | 43 | Richard Petty  | Petty Enterprises        | Plymouth    | 2     | 300  | 187        |
| 2       | 17 | David Pearson  | Holman Moody             | Ford        | 3     | 300  | 3          |
| 3       | 3  | Buddy Baker    | Fox Racing               | Dodge       | 1     | 297  | 110        |
| 4       | 2  | Bobby Allison  | J.D. Bracken             | Chevrolet   | 4     | 297  | 0          |
| 5       | 71 | Bobby Isaac    | K&K Insurance Racing     | Dodge       | 5     | 292  | 0          |
| 6       | 48 | James Hylton   | Hylton Engineering       | Dodge       | 10    | 294  | 0          |
| 7       | 5  | Pete Hamilton  | Rocky Hinton             | Ford        | 9     | 289  | 0          |
| 8       | 4  | John Sears     | DeWitt Racing            | Ford        | 6     | 288  | 0          |
| 9       | 70 | J.D. McDuffie  | McDuffie Racing          | Buick       | 17    | 284  | 0          |
| 10      | 34 | Wendell Scott  | Scott Racing             | Ford        | 18    | 291  | 0          |
| 11      | 28 | Earl Brooks    | Brooks Racing            | Ford        | 23    | 277  | 0          |
| 12      | 8  | Ed Negre       | Negre Racing             | Ford        | 16    | 275  | 0          |
| 13      | 45 | Niles Gage     | Seifert Racing           | Ford        | 22    | 274  | 0          |
| 14      | 06 | Neil Castles   | Neil Castles             | Plymouth    | 15    | 272  | 0          |
| 15      | 01 | Paul Dean Holt | Dennis Holt              | Ford        | 24    | 255  | 0          |
| 16      | 25 | Jabe Thomas    | Robertson Racing         | Ford        | 12    | 243  | 0          |
| 17      | 09 | Glenn Luce     | Roy Tyner                | Chevrolet   | 19    | 223  | 0          |
| 18      | 49 | G.C. Spencer   | GC Spencer Racing        | Plymouth    | 8     | 221  | 0          |
| 19      | 51 | Stan Meserve   | Margo Hamm               | Dodge       | 13    | 169  | 0          |
| 20      | 76 | Roy Tyner      | Don Culpepper            | Ford        | 21    | 87   | 0          |
| 21      | 44 | John Winger    | Giachetti Brothers       | Chevrolet   | 14    | 82   | 0          |
| 22      | 87 | Buck Baker     | Buck Baker Racing        | Chevrolet   | 26    | 79   | 0          |
| 23      | 75 | Bill Seifert   | Gene Black               | Ford        | 25    | 53   | 0          |
| 24      | 64 | Elmo Langley   | Langley-Woodfield Racing | Ford        | 7     | 51   | 0          |
| 25      | 0  | Frank Warren   | Don Tarr                 | Chevrolet   | 20    | 18   | 0          |
| 26      | 20 | Clyde Lynn     | Negre Racing             | Ford        | 11    | 9    | 0          |
| 27      | 69 | David Mote     | Ken Cline                | Chevrolet   | 27    | 3    | 0          |
| Källor: |    |                |                          |             |       |      |            |